# Empoascanara maculifrons
Empoascanara maculifrons är en insektsart som först beskrevs av Victor Ivanovitsch Motschulsky 1863.  Empoascanara maculifrons ingår i släktet Empoascanara och familjen dvärgstritar. Inga underarter finns listade i Catalogue of Life.